# Guilliers
Guilliers (in bretone: Gwiler-Porc'hoed) è un comune francese di 1 430 abitanti situato nel dipartimento del Morbihan nella regione della Bretagna.

## Società

### Evoluzione demografica
Abitanti censiti